# Avery Fisher Prize
De Avery Fisher Prize is een prijs die wordt uitgereikt aan Amerikaanse musici voor buitengewone prestaties op het gebied van klassieke muziek. De prijs werd ingesteld door de filantroop Avery Fisher in 1974, en wordt als een van de meest prestigieuze prijzen voor Amerikaanse musici beschouwd. Toekenning ervan hangt af van de beslissing van de leden van het Avery Fisher Artist Program. Nominaties worden strikt geheimgehouden.
Aanvankelijk bedroeg het bedrag dat de met de prijs vergezeld gaat $10.000, later werd dat verhoogd naar $75.000.

## List van winnaars
- 1974: (niemand)
- 1975: Murray Perahia, Lynn Harrell
- 1976:(niemand)[4]
- 1977: (niemand)
- 1978: Yo-Yo Ma
- 1979: Emanuel Ax
- 1980: Richard Goode
- 1981: (niemand)
- 1982: Horacio Gutiérrez
- 1983: Elmar Oliveira
- 1984: (niemand)
- 1985: (niemand)
- 1986: Richard Stoltzman
- 1987: (niemand)
- 1988: André Watts
- 1989: (niemand)
- 1990: (niemand)
- 1991: Yefim Bronfman
- 1992: (niemand)
- 1993: (niemand)
- 1994: Garrick Ohlsson
- 1995: (niemand)
- 1996: (niemand)
- 1997: (niemand)
- 1998: (niemand)
- 1999: Sarah Chang, Pamela Frank, Nadja Salerno-Sonnenberg
- 2000: Edgar Meyer, David Shifrin
- 2001: Midori Gotō
- 2002: (niemand)
- 2003: (niemand)
- 2004: het Emerson String Quartet
- 2005: (niemand)
- 2006: (niemand)
- 2007: Joshua Bell
- 2008: Gil Shaham
- 2009: (niemand)
- 2010: (niemand)
- 2011: Kronos Quartet
- 2012: (niemand)
- 2013: (niemand)
- 2014: Jeremy Denk
- 2015: (niemand)
- 2016: (niemand)
- 2017: Claire Chase
- 2018: Leila Josefowicz
- 2020: Anthony McGill
- 2024: Hilary Hahn[5]